# Maxim Reality
Keith Palmer, né Keith Andrew Palmer et plus connu sous les pseudonymes de Maxim Reality et Maxim, né le 21 mars 1967 à Peterborough, dans le Cambridgeshire, en Angleterre, est un danseur, chanteur et musicien qui s'est fait connaitre en tant que maître de cérémonie du groupe anglais de musique électronique The Prodigy.

## The Prodigy
- 1991: What Evil Lurks ep
- 1992 : Experience
- 1994 : Music for the Jilted Generation

- 1997 : The Fat of the Land
- 2004 : Always Outnumbered, Never Outgunned
- 2005: Their Law: The Singles 1990–2005 Compilations
- 2009 : Invaders Must Die
- 2011 : World's on Fire Albums live
- 2015 : The Day Is My Enemy
- 2018 : No Tourists

## Maxim
Parallèlement à The Prodigy, Keith Palmer mène une carrière solo sous le pseudonyme Maxim.
Il a publié deux albums :
- 2000 : Hell's Kitchen 2 octobre 2000
- 2005 : Fallen Angel 29 mars 2005
- 2019: Love More 16 décembre 2019